# Топљење глечера од 1850. године
Топљење глечера од 1850. године утицало је на снабдевање слатком водом за наводњавање и за домаћинства, на снабдевање домаћих животиња и биљака, које зависе од воде из глечера, и дугорочно утицало на пораст нивоа мора. Глациолози тврде да је подударање топљења глечера и повећање количина стакленичких гасова очигледан пример тренутног глобалног загревања. На планинским ланцима у умереном појасу, попут Хималаја, Алпа, Стеновитих планина, Каскадних планина и Анда, може се видети велико топљење глечера.
Мало ледено доба је период од 1550. до 1850. године, када је свет доживео нешто хладнију климу од данашње. После тога, до 1940. године, ледници су почели да се топе знатно, а онда је до 1980. топљење успорило, а негде су ледници почели да се повећавају, а од 1980. топљење ледника се поново повећало, па чак и убрзало. На Хималајима и Андима, ово ће имати велики утицај на водоснабдевање великих популација. Повлачење планинских ледника у Северној Америци, Азији, Алпима, Индонезији и Африци, у тропској и умереној клими Јужне Америке, користи се као јасан доказ пораста светских температура од средине 19. века. Али недавно отапање плимних и излазних ледника на Гренланду и западној Антарктику могло би довести до пораста нивоа мора, а многа обална подручја света би била угрожена.

## Биланс масе глечера
Да би ледници преживели, баланс масе је веома важан, разлика између подручја акумулације и подручја ношења (топљење и сублимација ). Климатске промене могу проузроковати промене температуре и снежне падавине, па се мења и биланс масе. Ледник који има негативни биланс масе на крају ће се истопити. Тренутно постоји само неколико глечера који имају позитиван биланс масе, у ствари су близу равнотеже.
Главни показатељ топљења глечера је његово проређивање дуж целе дужине, посебно у подручју акумулације. Ако ледник почне да се смањује у основи, можда ће и потрајати. Пример је леденик Еастон, који се смањио на готово половину своје величине, али је и даље стабилан, јер је његово подручје акумулације на већој надморској висини, где је хладније и има свеж снег. Мањи ледници који нису на великим надморским висинама су најугроженији.
Методе мерења топљења глечера укључују палице за забијање на његовим крајевима, коришћење ГПС система, прављење мапе из ваздуха и коришћење ласерског висиномера .

## Ледењаци у умереном појасу
Умерени ледници пружају се између тропских предела и поларних кругова . Овде сусрећемо планинске глечере, леднике у долинама и мале ледене капе, обично на високим планинским ланцима. Сви ови ледници су углавном на планинским ланцима, попут Хималаја, Алпа, Пиринеја, Стеновитих планина, Тихоокеанског обалног гребена у Северној Америци, Патагонских Анда у Јужној Америци и планинских масива на Новом Зеланду. Што су ближи поларним круговима, то су већи. Ови глечери су највише проучавани у последњих 150 година. Попут тропских ледника, и ови ледници се углавном топе.